# Liste der Monuments historiques in Clans (Alpes-Maritimes)
Die Liste der Monuments historiques in Clans (Alpes-Maritimes) führt die Monuments historiques in der französischen Gemeinde Clans auf.

## Liste der Bauwerke
| Bezeichnung            | Beschreibung                  | Standort                     | Kennzeichnung | Schutzstatus | Datum | Bild           |
| ---------------------- | ----------------------------- | ---------------------------- | ------------- | ------------ | ----- | -------------- |
| Kapelle St-Antoine     | Erbaut im 14. Jahrhundert     | Route de la Tour (Lage)      | PA00080706    | Classé       | 1942  | weitere Bilder |
| Kapelle St-Michel      | Erbaut im 16. Jahrhundert     | Chemin de Sainte-Anne (Lage) | PA00080707    | Classé       | 2000  | weitere Bilder |
| Stiftskirche Ste-Marie | Erbaut ab dem 11. Jahrhundert | (Lage)                       | PA00080708    | Classé       | 2000  | weitere Bilder |

## Liste der Objekte

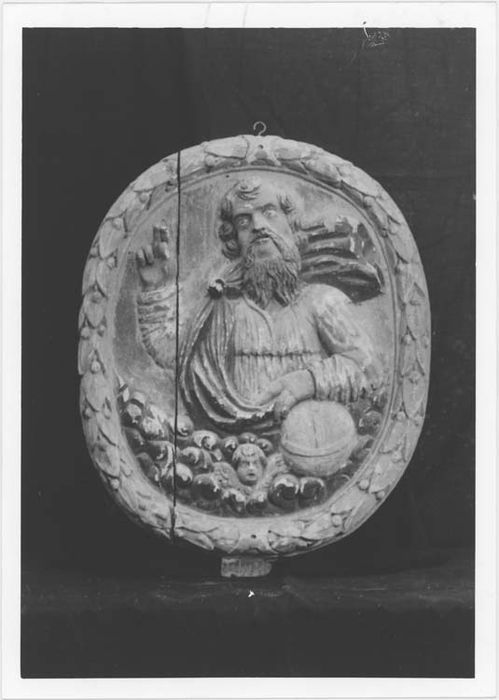
Holzrelief Gottvater in der ehemaligen Stiftskirche Ste-Marie (17. Jahrhundert)

- Monuments historiques (Objekte) in Clans (Alpes-Maritimes) in der Base Palissy des französischen Kultusministeriums